# Liste des chapelles d'Avignon
La liste des chapelles d'Avignon présente les chapelles de culte catholique situées sur le territoire de la commune d'Avignon dans le  département français de Vaucluse. Il est fait état des diverses protections dont elles peuvent bénéficier, et notamment les inscriptions et classements au titre des monuments historiques.
Toutes sont situées dans l'archidiocèse d'Avignon.

## Liste
| Chapelle | Commune | Adresse             | Coordonnées                      | Notice         | Protection                                  | Date | Illustration                                                                                                |
| --- | ------- | ------------------- | -------------------------------- | -------------- | ------------------------------------------- | ---- | --- |
| chapelle Saint-Bénézet                                                                                       | Avignon |                     | 43° 57′ 13″ nord, 4° 48′ 18″ est |                |                                             |      | chapelle Saint-Bénézet                                                                                      |
| chapelle Saint-Nicolas du pont Saint-Bénézet                                                                 | Avignon |                     | 43° 57′ 14″ nord, 4° 48′ 18″ est |                |                                             |      | chapelle Saint-Nicolas du pont Saint-Bénézet                                                                |
| chapelle de l'Oratoire                                                                                       | Avignon |                     | 43° 56′ 56″ nord, 4° 48′ 12″ est | « PA00081816 » | Classé MH                                   |      | chapelle de l'Oratoire                                                                                      |
| chapelle de la Visitation d'Avignon                                                                          | Avignon |                     | 43° 56′ 53″ nord, 4° 48′ 45″ est | « PA00081829 » | Classé MH                                   |      | chapelle de la Visitation d'Avignon                                                                         |
| chapelle des Pénitents noirs                                                                                 | Avignon |                     | 43° 56′ 53″ nord, 4° 48′ 45″ est | « PA00081829 » | Classé MH                                   |      | chapelle des Pénitents noirs                                                                                |
| Chapelle des Pénitents violets d'Avignon                                                                     | Avignon |                     | 43° 57′ 07″ nord, 4° 48′ 40″ est | « PA00081818 » | Inscrit MH                                  |      | Chapelle des Pénitents violets d'Avignon                                                                    |
| Chapelle du Verbe Incarné (Avignon)                                                                          | Avignon |                     | 43° 56′ 45″ nord, 4° 48′ 39″ est | « PA00081822 » | Inscrit MH                                  |      | Chapelle du Verbe Incarné (Avignon)                                                                         |
| Chapelle Saint-Charles d'Avignon                                                                             | Avignon |                     | 43° 56′ 45″ nord, 4° 48′ 12″ est | « PA00081820 » | Classé MH                                   |      | Chapelle Saint-Charles d'Avignon                                                                            |
| Chapelle Sainte-Garde d'Avignon                                                                              | Avignon |                     | 43° 56′ 55″ nord, 4° 48′ 38″ est | « PA00081821 » | Inscrit MH                                  |      | Image manquante Téléverser                                                                                  |
| Chapelle Notre-Dame-des-Miracles d'Avignon                                                                   | Avignon |                     | 43° 56′ 40″ nord, 4° 47′ 58″ est | « PA00081823 » | Inscrit MH                                  |      | Chapelle Notre-Dame-des-Miracles d'Avignon                                                                  |
| chapelle Notre-Dame-des-Fours                                                                                | Avignon |                     | 43° 56′ 45″ nord, 4° 48′ 17″ est | « PA00081824 » | Inscrit MH                                  |      | chapelle Notre-Dame-des-Fours                                                                               |
| Chapelle des Templiers d'Avignon                                                                             | Avignon |                     | 43° 56′ 56″ nord, 4° 48′ 13″ est | « PA00081860 » | Classé MH                                   |      | Chapelle des Templiers d'Avignon                                                                            |
| chapelle des Cordeliers d'Avignon                                                                            | Avignon |                     | 43° 56′ 44″ nord, 4° 48′ 43″ est | « PA00081950 » | Inscrit MH                                  |      | chapelle des Cordeliers d'Avignon                                                                           |
| chapelle du novicat des jésuites                                                                             | Avignon |                     | 43° 56′ 38″ nord, 4° 48′ 17″ est | « PA00081940 » | Inscrit MH                                  |      | chapelle du novicat des jésuites                                                                            |
| grande chapelle du palais des papes d'Avignon                                                                | Avignon |                     | 43° 57′ 01″ nord, 4° 48′ 25″ est | « PA00081941 » | Classé MH                                   |      | grande chapelle du palais des papes d'Avignon                                                               |
| chapelle Sainte-Marthe                                                                                       | Avignon |                     | 43° 57′ 01″ nord, 4° 49′ 01″ est |                |                                             |      | chapelle Sainte-Marthe                                                                                      |
| chapelle des pénitents gris d'Avignon                                                                        | Avignon | rue des Teinturiers | 43° 56′ 43″ nord, 4° 48′ 46″ est |                |                                             |      | chapelle des pénitents gris d'Avignon                                                                       |
| chapelle Saint-Véran d'Avignon                                                                               | Avignon |                     | 43° 57′ 04″ nord, 4° 49′ 47″ est | « PA00081828 » | Classé MH                                   |      | chapelle Saint-Véran d'Avignon                                                                              |
| chapelle de l'ensemble scolaire Saint-Jean-Baptiste-de-La-Salle d'Avignon                                    | Avignon |                     | 43° 56′ 56″ nord, 4° 48′ 58″ est |                |                                             |      | chapelle de l'ensemble scolaire Saint-Jean-Baptiste-de-La-Salle d'Avignon                                   |
| chapelle de l'Immaculée-Conception d'Avignon                                                                 | Avignon |                     | 43° 56′ 55″ nord, 4° 48′ 44″ est |                |                                             |      | Image manquante Téléverser                                                                                  |
| chapelle de l'institut Saint-Ange de Montfavet                                                               | Avignon |                     | 43° 56′ 25″ nord, 4° 51′ 44″ est |                |                                             |      | Image manquante Téléverser                                                                                  |
| chapelle des Franciscains d'Avignon                                                                          | Avignon |                     | 43° 56′ 49″ nord, 4° 48′ 07″ est |                |                                             |      | chapelle des Franciscains d'Avignon                                                                         |
| chapelle du Carmel d'Avignon                                                                                 | Avignon |                     | 43° 56′ 39″ nord, 4° 48′ 04″ est |                |                                             |      | Image manquante Téléverser                                                                                  |
| chapelle du centre Magnanen d'Avignon                                                                        | Avignon |                     | 43° 56′ 37″ nord, 4° 48′ 42″ est |                |                                             |      | Image manquante Téléverser                                                                                  |
| chapelle du centre hospitalier de Montfavet                                                                  | Avignon |                     | 43° 55′ 21″ nord, 4° 52′ 45″ est |                | chapelle du centre hospitalier de Montfavet |      | Image manquante Téléverser                                                                                  |
| chapelle du monastère Sainte-Claire de Clos de la Jarretière                                                 | Avignon |                     | 43° 56′ 31″ nord, 4° 53′ 02″ est |                |                                             |      | Image manquante Téléverser                                                                                  |
| chapelle Saint-Antoine des hospitaliers de Saint-Antoine d'Avignon                                           | Avignon |                     | 43° 56′ 50″ nord, 4° 48′ 24″ est |                |                                             |      | Image manquante Téléverser                                                                                  |
| chapelle Saint-Augustin des Frères des écoles chrétiennes anciennement des Bénédictines Notre-Dame d'Avignon | Avignon |                     | 43° 56′ 49″ nord, 4° 48′ 19″ est | « PA84000032 » | Classé MH                                   |      | chapelle Saint-Augustin des Frères des écoles chrétiennesanciennement des Bénédictines Notre-Dame d'Avignon |
| chapelle Sainte-Claire d'Avignon                                                                             | Avignon |                     | 43° 56′ 47″ nord, 4° 48′ 34″ est |                |                                             |      | chapelle Sainte-Claire d'Avignon                                                                            |
| chapelle Sainte-Praxède des Dominicaines d'Avignon                                                           | Avignon |                     | 43° 56′ 52″ nord, 4° 48′ 14″ est |                |                                             |      | Image manquante Téléverser                                                                                  |
| chapelle Saint-Eutrope d'Avignon                                                                             | Avignon |                     | 43° 56′ 47″ nord, 4° 48′ 28″ est |                |                                             |      | Image manquante Téléverser                                                                                  |
| chapelle Saint-Gabriel                                                                                       | Avignon |                     | 43° 55′ 24″ nord, 4° 50′ 06″ est |                |                                             |      | Image manquante Téléverser                                                                                  |
| chapelle Saint-Henri d'Avignon                                                                               | Avignon |                     | 43° 55′ 32″ nord, 4° 48′ 35″ est |                |                                             |      | Image manquante Téléverser                                                                                  |
| chapelle Saint-Louis d'Avignon                                                                               | Avignon |                     | 43° 56′ 38″ nord, 4° 48′ 17″ est |                |                                             |      | chapelle Saint-Louis d'Avignon                                                                              |
| chapelle Saint-Michel d'Avignon                                                                              | Avignon |                     | 43° 56′ 39″ nord, 4° 48′ 28″ est |                |                                             |      | chapelle Saint-Michel d'Avignon                                                                             |
| chapelle Saint-Nicolas d'Avignon                                                                             | Avignon |                     | 43° 57′ 12″ nord, 4° 48′ 20″ est |                |                                             |      | Image manquante Téléverser                                                                                  |